# Institut informatiky - Vyšší odborná škola
Institut informatiky - Vyšší odborná škola, s. r. o. (IIVOŠ) je školské zařízení poskytující vzdělání v oboru informační technologie. Škola sídlí v pražských Nových Butovicích a nabízí 3leté denní pomaturitní studium. Od roku 2008 je možné zde studovat také dálkově 3,5leté dálkové studium. Institut informatiky má také specializované IT kurzy Platforma Flash prakticky, XHTML, CSS, PHP a MySQL.
Studenti během studia získávají certifikáty CISCO a Oracle. Ve třetím ročníku studenti absolvují jednosemestrální praxi v renomovaných ICT firmách. Absolvent zístá titul DiS. (diplomovaný specialista) v informačních technologiích.